# 松井謙弥
松井 謙弥（まつい けんや、1985年9月10日 - ）は、静岡県掛川市出身のプロサッカー選手。台湾社会人甲級サッカーリーグ・台中Futuro所属。ポジションはゴールキーパー。

## 来歴
小学校4年生の頃からサッカーを始めた。ヤマハジュビロサッカースクール掛川からユースを経てジュビロ磐田トップチームに昇格した。U-18やU-22などの各世代別の日本代表では、同世代の西川周作、山本海人らとポジションを争っていたが、定位置確保にはいたらず。
ジュビロ磐田時代は、日本代表の正GKである川口能活と経験豊富な佐藤洋平が居り、ベンチ入り出来ない時期が続いたが、2006年は川口の代表招集による不在と佐藤の負傷による長期離脱があり、ナビスコカップでゴールマウスを守った。その後もカップ戦中心でゴールを守ったがリーグ戦では川口の壁は高く出場機会はほとんど得られなかった(2008年に川口が負傷離脱した際も、代役は1学年下の八田直樹が務めた)。
2009年は京都サンガF.C.に期限付き移籍したものの、正GK水谷雄一の負傷退場による途中出場1試合にとどまった。
2010年にセレッソ大阪へ完全移籍。同年、韓国代表にも選ばれるキム・ジンヒョンの控えに回ったが、キムが出場停止中の開幕2試合と負傷欠場中にゴールマウスを守った。リーグ戦自身最多の15試合に出場し、チームの3位に貢献した。その後もキムの控えを務めたが、以降出場機会はなかった。
2013年、徳島ヴォルティスへ期限付き移籍し レギュラーとしてJ1昇格に貢献し、2014年に完全移籍した。しかし、J1では長谷川徹の後塵を拝し、チームも1年でJ2に逆戻りとなった。
2015年1月6日、川崎フロンターレへ完全移籍が発表された。しかし、西部洋平・新井章太に次ぐ3番手となり出場機会はなく、11月30日に契約満了が発表された。
2016年1月6日、大宮アルディージャへ完全移籍が発表された。
当初は第3GK扱いだったが、2017年中盤に正GK加藤順大と第2GKだった塩田仁史を押しのけてポジションを奪取した。かに思われたが、インパクトを残せず再び加藤にポジションを明け渡した。2017年12月2日、契約満了により退団することが発表。その後、Jリーグ合同トライアウトに出場した。
12月29日、笠原昂史と入れ替わる形で水戸ホーリーホックへ完全移籍。
移籍後は、長年チームに君臨してきた本間幸司を抑えてポジションを確保。2019年は、最終節まで昇格争いを演じてチーム史上最高の7位躍進に大きく寄与した。
2020年12月21日、契約満了による退団が発表された。
2021年1月8日、古巣のセレッソ大阪へ9シーズンぶりの復帰。
開幕から正GKキム・ジンヒョンの控えとして開幕からメンバー入りを続け、6月30日のAFCチャンピオンズリーグ2021グループステージ第3節のポートFC戦に先発出場。だが夏にベトナム代表ダン・バン・ラムが来日すると第2GKの座を奪われ、第3GKに降格。その後も出場は無く、シーズン終了後に契約満了が発表された。2010年-2012年と2021年シーズンで正GKを争ったキム・ジンヒョンは「（松井）謙弥さんもすごくいいGKで、いい準備をしている中で、自分が試合に出続けているということは、謙弥さん以上にやらないといけないということ。チームメートとして気も遣いながらやっていますし、謙弥さんが出ても、僕以上のプレーはできると思う。そういう（試合に出たいという）謙弥さんの思いにも応えていかないといけない気持ちもあります」 と松井に対する賛辞の思いをインタビューで述べた。
2022年1月7日、ブラウブリッツ秋田へ完全移籍することが発表された。だが、ほとんど出場機会はなく2試合ベンチ入りに留まってわずか1年で契約満了となり退団が決まった。
同年11月29日、カンセキスタジアムとちぎで行われたJリーグ合同トライアウトに出場した。
2023年3月22日、台湾社会人甲級サッカーリーグの台中Futuroへの移籍が発表された。

## 所属クラブ
- 1995年 - 1997年 ヤマハジュビロSS掛川 (掛川市立城北小学校)
- 1998年 - 2000年 ジュビロ掛川ジュニアユース (掛川市立北中学校)
- 2001年 - 2003年 ジュビロ磐田ユース (静岡県立磐田北高等学校)
- 2004年 - 2009年  ジュビロ磐田
  - 2009年  京都サンガF.C. (期限付き移籍)
- 2010年 - 2013年  セレッソ大阪
  - 2013年  徳島ヴォルティス (期限付き移籍)
- 2014年  徳島ヴォルティス
- 2015年  川崎フロンターレ
- 2016年 - 2017年  大宮アルディージャ
- 2018年 - 2020年  水戸ホーリーホック
- 2021年  セレッソ大阪
- 2022年   ブラウブリッツ秋田
- 2023年 -  台中Futuro

## 個人成績
| 国内大会個人成績 | 国内大会個人成績 | 国内大会個人成績 | 国内大会個人成績 | 国内大会個人成績 | 国内大会個人成績 | 国内大会個人成績 | 国内大会個人成績 | 国内大会個人成績 | 国内大会個人成績 | 国内大会個人成績 | 国内大会個人成績 |
| 年度             | クラブ           | 背番号           | リーグ           | リーグ戦         | リーグ戦         | リーグ杯         | リーグ杯         | オープン杯       | オープン杯       | 期間通算         | 期間通算         |
| 年度             | クラブ           | 背番号           | リーグ           | 出場             | 得点             | 出場             | 得点             | 出場             | 得点             | 出場             | 得点             |
| 日本             | 日本             | 日本             | 日本             | リーグ戦         | リーグ戦         | リーグ杯         | リーグ杯         | 天皇杯           | 天皇杯           | 期間通算         | 期間通算         |
| ---------------- | ---------------- | ---------------- | ---------------- | ---------------- | ---------------- | ---------------- | ---------------- | ---------------- | ---------------- | ---------------- | ---------------- |
| 2004             | 磐田             | 21               | J1               | 1                | 0                | 0                | 0                | 0                | 0                | 1                | 0                |
| 2005             | 磐田             | 31               | J1               | 0                | 0                | 0                | 0                | 0                | 0                | 0                | 0                |
| 2006             | 磐田             | 31               | J1               | 0                | 0                | 5                | 0                | 0                | 0                | 5                | 0                |
| 2007             | 磐田             | 31               | J1               | 0                | 0                | 2                | 0                | 1                | 0                | 3                | 0                |
| 2008             | 磐田             | 21               | J1               | 1                | 0                | 5                | 0                | 2                | 0                | 8                | 0                |
| 2009             | 京都             | 30               | J1               | 1                | 0                | 0                | 0                | 0                | 0                | 1                | 0                |
| 2010             | C大阪            | 1                | J1               | 15               | 0                | 1                | 0                | 2                | 0                | 18               | 0                |
| 2011             | C大阪            | 1                | J1               | 0                | 0                | 0                | 0                | 2                | 0                | 2                | 0                |
| 2012             | C大阪            | 1                | J1               | 0                | 0                | 3                | 0                | 4                | 0                | 7                | 0                |
| 2013             | 徳島             | 1                | J2               | 36               | 0                | -                | -                | 1                | 0                | 37               | 0                |
| 2014             | 徳島             | 1                | J1               | 6                | 0                | 1                | 0                | 0                | 0                | 7                | 0                |
| 2015             | 川崎             | 1                | J1               | 0                | 0                | 0                | 0                | 0                | 0                | 0                | 0                |
| 2016             | 大宮             | 50               | J1               | 0                | 0                | 1                | 0                | 2                | 0                | 3                | 0                |
| 2017             | 大宮             | 50               | J1               | 5                | 0                | 2                | 0                | 0                | 0                | 7                | 0                |
| 2018             | 水戸             | 50               | J2               | 29               | 0                | -                | -                | 0                | 0                | 29               | 0                |
| 2019             | 水戸             | 50               | J2               | 36               | 0                | -                | -                | 0                | 0                | 36               | 0                |
| 2020             | 水戸             | 50               | J2               | 21               | 0                | -                | -                | -                | -                | 21               | 0                |
| 2021             | C大阪            | 50               | J1               | 0                | 0                | 0                | 0                | 0                | 0                | 0                | 0                |
| 2022             | 秋田             | 41               | J2               | 0                | 0                | -                | -                | 0                | 0                | 0                | 0                |
| 台湾             | 台湾             | 台湾             | 台湾             | リーグ戦         | リーグ戦         | リーグ杯         | リーグ杯         | オープン杯       | オープン杯       | 期間通算         | 期間通算         |
| 2023             | 台中             |                  |                  |                  |                  |                  |                  |                  |                  |                  |                  |
| 通算             | 日本             | 日本             | J1               | 29               | 0                | 20               | 0                | 13               | 0                | 62               | 0                |
| 通算             | 日本             | 日本             | J2               | 122              | 0                | -                | -                | 1                | 0                | 123              | 0                |
| 総通算           | 総通算           | 総通算           | 総通算           | 151              | 0                | 20               | 0                | 14               | 0                | 185              | 0                |

その他公式戦
- 2013年
  - J1昇格プレーオフ 2試合0得点

| 国際大会個人成績 | 国際大会個人成績 | 国際大会個人成績 | 国際大会個人成績 | 国際大会個人成績 |
| 年度             | クラブ           | 背番号           | 出場             | 得点             |
| AFC              | AFC              | AFC              | ACL              | ACL              |
| ---------------- | ---------------- | ---------------- | ---------------- | ---------------- |
| 2011             | C大阪            | 1                | 0                | 0                |
| 2021             | C大阪            | 50               | 1                | 0                |
| 通算             | AFC              | AFC              | 1                | 0                |

- 2004年11月28日 - プロデビュー(Jリーグ) - ジェフユナイテッド市原戦 (市原臨海競技場)

## 代表歴

### 出場大会
- U-19日本代表
  - 2004年 U-20 アジアユース (3位)
- U-20日本代表
  - 2005年ワールドユース
- U-21日本代表
  - 2006年 アジア競技大会
- U-22日本代表
  - 2007年 北京オリンピックサッカーアジア予選